# Angelo Savoldi
Angelo Savoldi (Pavia, 1845 – Milano, 16 gennaio 1916) è stato un architetto italiano, soprattutto noto per avere realizzato il Cimitero monumentale di Pavia.
Diplomato alla Scuola Superiore di Architettura presso l'Accademia di belle arti di Brera di Milano, si trasferì al Regio Istituto Tecnico Superiore, oggi Politecnico, dove si laureò nel 1872.
Non sono molte le opere progettate del Savoldi che, assumendo la carica di Regio ispettore dei monumenti di Pavia, si concentrò piuttosto nel rimodellamento di alcuni monumenti della città di Pavia, fra cui le chiese di Santa Maria in Bethlem e di San Pietro in Ciel d'Oro (1875-1899), dove riposano i resti di Sant'Agostino e di Severino Boezio, il Castello Visconteo, insieme al collega Giovan Battista Borsani, e il chiostro della chiesa di San Lanfranco.
L'opera di progettazione di nuove opere tocca il suo apice con la realizzazione, insieme all'amico architetto Vincenzo Monti, della Clinica Neurologica Provinciale di Voghera e, nel 1878-1897, del Cimitero monumentale di Pavia. Dopo la morte del Monti, il Savoldi inizia la collaborazione con l'architetto Giovan Battista Borsani con il quale intreccia fitti rapporti con le ricche e importanti famiglie della borghesia milanese dell'epoca fra cui gli Erba, i Bocconi e i Ticozzi. Per queste famiglie il Savoldi e il Borsani progettano numerose residenze di città, ville -fra cui la celebre Villa Erba di Cernobbio sul Lago di Como- stabilimenti industriali ed edicole funerarie; è infatti proprio del Savoldi e del Borsani la progettazione dell'edicola Erba presso il Cimitero Monumentale di Milano (1898-1910).
Nel 1893, con la collaborazione dell'Arch. Borsani, progetta la Parrocchiale dei Santi Pietro e Paolo di Muggiò, realizzata tra il 1895 e il 1897.
A Milano e sempre con il Borsani nel 1896 sistema, integrandola largamente, la facciata del palazzo delle Scuole Palatine; nel 1904 mette mano alla ristrutturazione dell'antica Loggia degli Osii di piazza Mercanti, voluta nel 1316 da Matteo Visconti e oggi conservata nell'aspettole datole dai due architetti.
Nell'ultima parte della sua attività professionale il Savoldi cura la realizzazione delle scuole di via Tadino e di via Ariberto a Milano, la risistemazione di casa Rabia Feltrinelli in piazza San Sepolcro e, nel 1904, la progettazione della Clinica Neuropatologica di Pavia.